# Genio (divinità)

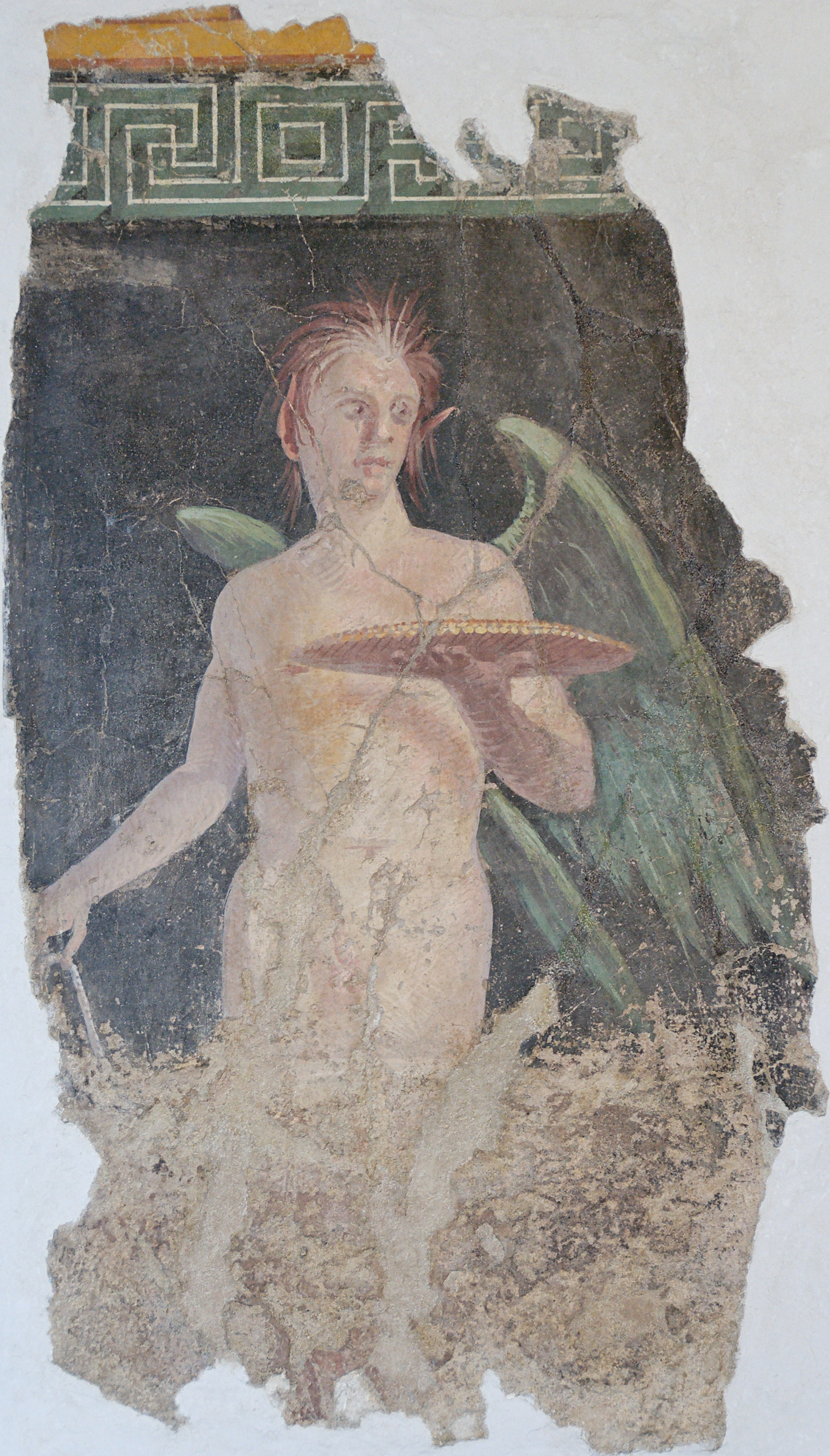
Genio alato, affresco proveniente da una villa romana di Boscoreale

Nella religione romana, il Genio (lat. Genius, plurale Genii) è uno spirito, o più correttamente un nume tutelare, considerato come il custode benevolo delle sorti delle famiglie, ma anche dei singoli individui.
Nel tentativo di chiarirne la natura se ne possono fornire approssimazioni quali "anima", "principio vitale", "angelo custode".

## Natura del Genio
Nonostante le critiche di Walter Otto, si è generalmente pensato (es. Kurt Latte e Georg Wissowa) che al Genio associato ad ogni maschio corrispondesse una Iuno associata ad ogni femmina e che tale binomio Genio-Iuno risalisse alle origini del pensiero religioso romano ma secondo Georges Dumézil questa sarebbe una semplice congettura senza fondamento e il binomio sarebbe apparso molto più tardi. Infatti nelle commedie di Plauto ci sono abbondanti riferimenti al Genio ma nessuno alla Iuno e bisogna attendere fino a Tibullo perché se ne cominci a parlare. Inoltre, in un'iscrizione d'età repubblicana si fa menzione, oltre che del Genius Iovis, anche del Genius Victoriae (anziché un'ipotetica Iuno Victoriae). In origine dunque, e fino all'età augustea, il genio doveva riguardare tutti, uomini e donne.
Il Genio era definito da Censorino «cuius in tutela ut quisque natus est vivit». E infatti la festa del Genio è il compleanno dell'individuo, il dies natalis. Veniva ritenuto uno spirito buono, una specie di angelo custode che nasce con l'individuo, lo accompagna e ne dirige le azioni nel corso dell'intera vita. 
La parte del corpo in rapporto con il Genio è la fronte. Dice infatti Servio che "la fronte è consacrata al Genio, per cui quando lo veneriamo ci tocchiamo la fronte" («frontem Genio consecratam esse, unde venerantes deum tangimus frontem»).
Il Genio era raffigurato di solito come un serpente (in Cicerone, in Giulio Ossequente, nel larario della casa dei Vetti, a Pompei).

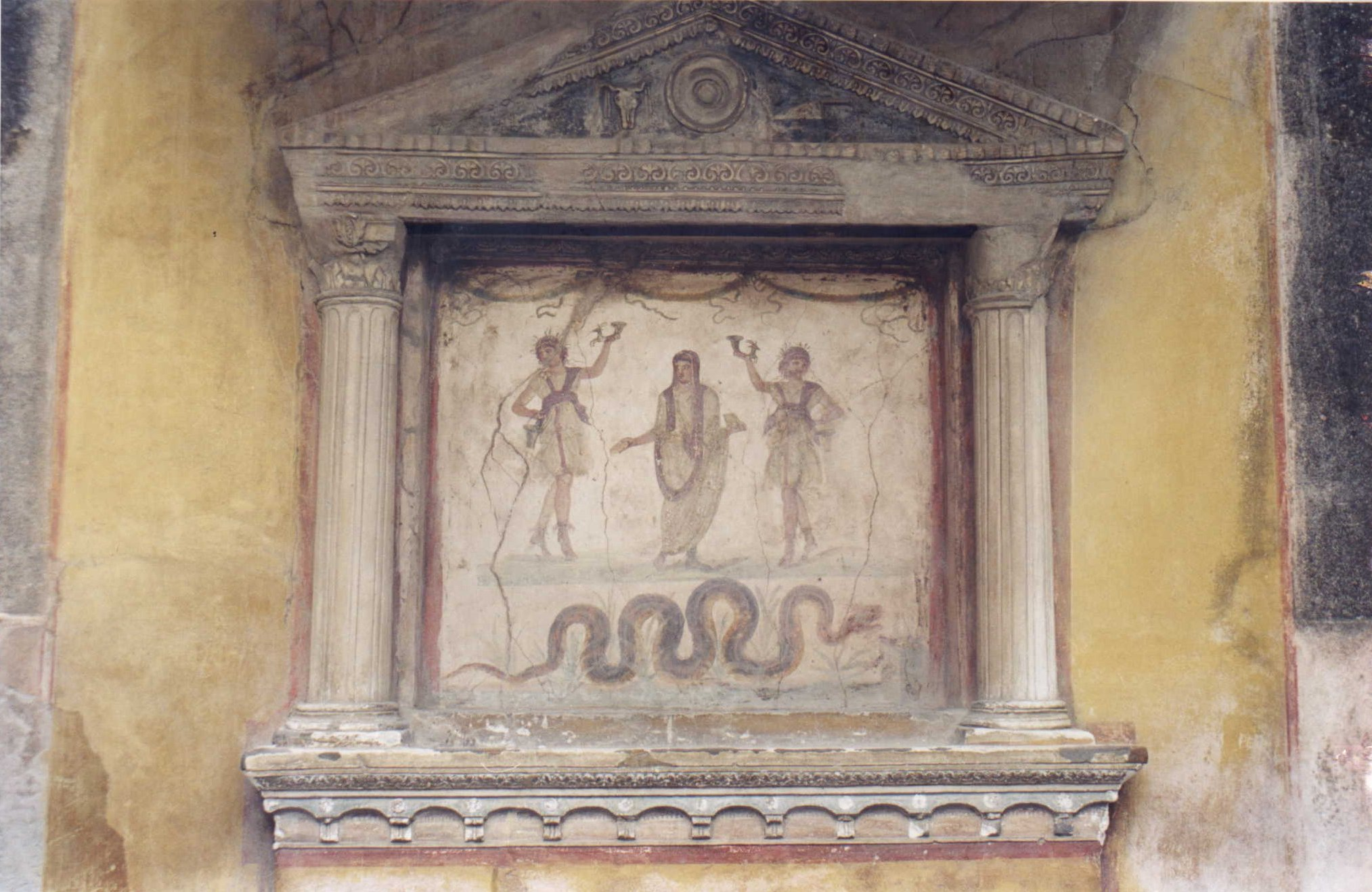
Il Genio raffigurato come un serpente, nel larario della casa dei Vetti, a Pompei.

Non c'era un giudizio univoco sul destino del genio dopo la morte dell'individuo: secondo Orazio scompare, secondo Ovidio no.
Nel corso del tempo e per analogia con gli uomini, anche agli dèi fu attribuito un Genio. La più antica attestazione è la già citata epigrafe risalente al 58 a.C.
L'attribuzione del Genio si estese anche alle famiglie (Genio del pater familias), allo Stato, alle province, ai collegi, alle unità militari e il genio dell'imperatore vivente divenne oggetto di culto pubblico con Augusto. Roma stessa aveva un Genio, di cui Servio ricorda la dedica su uno scudo custodito in Campidoglio: Genio urbis Romae sive mas sive femina. Non è chiaro se il Genius populi romani, raffigurato come un giovinetto, sia lo stesso Genio dell'Urbe o se sia una divinità distinta anche se equivalente. Questo Genio aveva un tempio nel Foro, vicino al tempio della Concordia.

## Genius loci
L'attribuzione di un genio ad ogni luogo fu dovuta forse all'assimilazione del Genio con i Lari che si trova in Censorino. Dice infatti Servio che "nessun luogo è senza un genio" («nullus locus sine Genio»). Non sembra però che si sia mai avuta la concezione di un Genio associato alle cose inanimate.

## Attestazioni del Genio di varie istituzioni
- Genius c(ollegii) c(entonariorum) Albensium Pompeianorum (CIL, V, 7595)
- Genius collegii iumentariorum (CIL, VI, 4211)
- Genius collegii tibicinum Romanorum (CIL, VI, 240)
- Genius centuriae (CIL, VI, 207-211; 213-214; 217; 220-221)
- Genius cohortis (CIL, VI, 233)
- Genius cohortium praetorianorum (CIL, VI, 216)
- Genius sanctus Kast(rorum) per(egrinorum) totiusque exercitus (CIL, VI, 36748)
- Genius n(umeri) equitum singularium (CIL, 31181)
- Genius exercitus (CIL, VI, 234)
- Genius tabularii cohortis II (CIL, VI, 30886)
- Genius turmae (CIL, VI, 225)

## Aspetti secondari del Genio
Il genius corrisponde al genètlios (γενέθλιος) o daimon dei greci e ad altre figure mitiche di vario tipo, il cui culto era molto diffuso presso i popoli dell'antichità e che hanno sostanzialmente rappresentato le prime forme di quello che oggi è il culto degli angeli.
Per estensione, il termine genio è impiegato per indicare anche figure mitologiche minori presenti in varie tradizioni, Deva o spiritelli a carattere benevolo o malevolo, collegati alla natura e ad aspetti dell'esistenza (geni della foresta, dei fiumi, dell'amore, della fecondità, ecc.).
È passato infine, attraverso l'età romantica, a designare attitudini particolarmente intuitive e creative, ispirate dal divino, e quindi persone dotate di talento.